# 杨洪新
杨洪新（1962年11月—），满族人，吉林九台人，新疆电视台台长，职称为高级记者。

## 生平
杨洪新1982年进入北京广播学院就读，1986年7月毕业并获法学学士学位。毕业后，他加入新疆电视台新闻中心，担任记者。1995年，他被提拔为新闻中心副主任。1996年5月，加入中国共产党。2001年4月升任新闻中心主任。2006年7月，他改往中共新疆维吾尔自治区党委宣传部新闻出版处处长，2009年1月卸任此职。2008年4月，杨洪新成为新疆电视台台长。2016年5月新疆维吾尔自治区政府明确其职级为正厅长级。2018年1月起，任新疆维吾尔自治区政协常委，自治区政协教科文卫体委员会主任。